# Winter-Universiade 1983
Die Winter-Universiade 1983 fand vom 17. Februar bis 27. Februar 1983 in Sofia statt.

## Sportarten
Es fanden 23 Medaillenentscheidungen in 7 Sportarten statt.
- Biathlon
- Eishockey
- Eiskunstlauf
- Nordische Kombination
- Ski Alpin
- Skilanglauf
- Skispringen

## Medaillenspiegel
| Platz  | Mannschaft          | Gold | Silber | Bronze | Gesamt |
| ------ | ------------------- | ---- | ------ | ------ | ------ |
| 1      | Sowjetunion         | 10   | 9      | 5      | 24     |
| 2      | Tschechoslowakei    | 5    | 4      | 2      | 11     |
| 3      | Italien             | 3    | 2      | 1      | 6      |
| 4      | Bulgarien           | 1    | 3      | 3      | 7      |
| 5      | Frankreich          | 1    | 1      | 1      | 3      |
| 6      | Japan               | 1    | –      | –      | 1      |
| 6      | Schweiz             | 1    | –      | –      | 1      |
| 6      | Spanien             | 1    | –      | –      | 1      |
| 9      | Rumänien            |      | 1      | 1      | 2      |
| 10     | Jugoslawien         | –    | 1      | –      | 1      |
| 11     | Polen               | –    | –      | 3      | 3      |
| 12     | Finnland            | –    | –      | 2      | 2      |
| 12     | Vereinigte Staaten  | –    | –      | 2      | 2      |
| 14     | Volksrepublik China | –    | –      | 1      | 1      |
| Gesamt | Gesamt              | 23   | 21     | 21     | 65     |